# Atol de les Roques
L'Atol de les Roques és un petit grup de dues illes que pertany a l'Estat del Rio Grande do Norte, al Brasil. Comprèn 360 km² incloent l'atol i les aigües del voltant. Queda a 260 quilòmetres a Nord-est de Natal, capital de l'Estat, i 145 quilòmetres a Nord-oest de l'arxipèlag de Fernando de Noronha. Està inscrita a la llista del Patrimoni de la Humanitat de la UNESCO des del 2001.
El nom de les dues illes es diuen Illa do Farol i Illa del Cementiri; la seva superfície total és de 0,36 km².
L'atol va ser descobert per l'expedició del navegador portuguès Gonçalo Cohello el 1503 a la costa de Brasil. És l'únic atol de l'oceà Atlàntic Sud. A causa de la poca profunditat en les seves aigües, la navegació en aquest tram de la costa és molt perillosa.
Té una enorme importància ecològica fonamental per la seva alta productivitat biològica i per ser una important zona d'abric, alimentació i reproducció de diverses espècies animals.